# Hôtel de Lamoignon

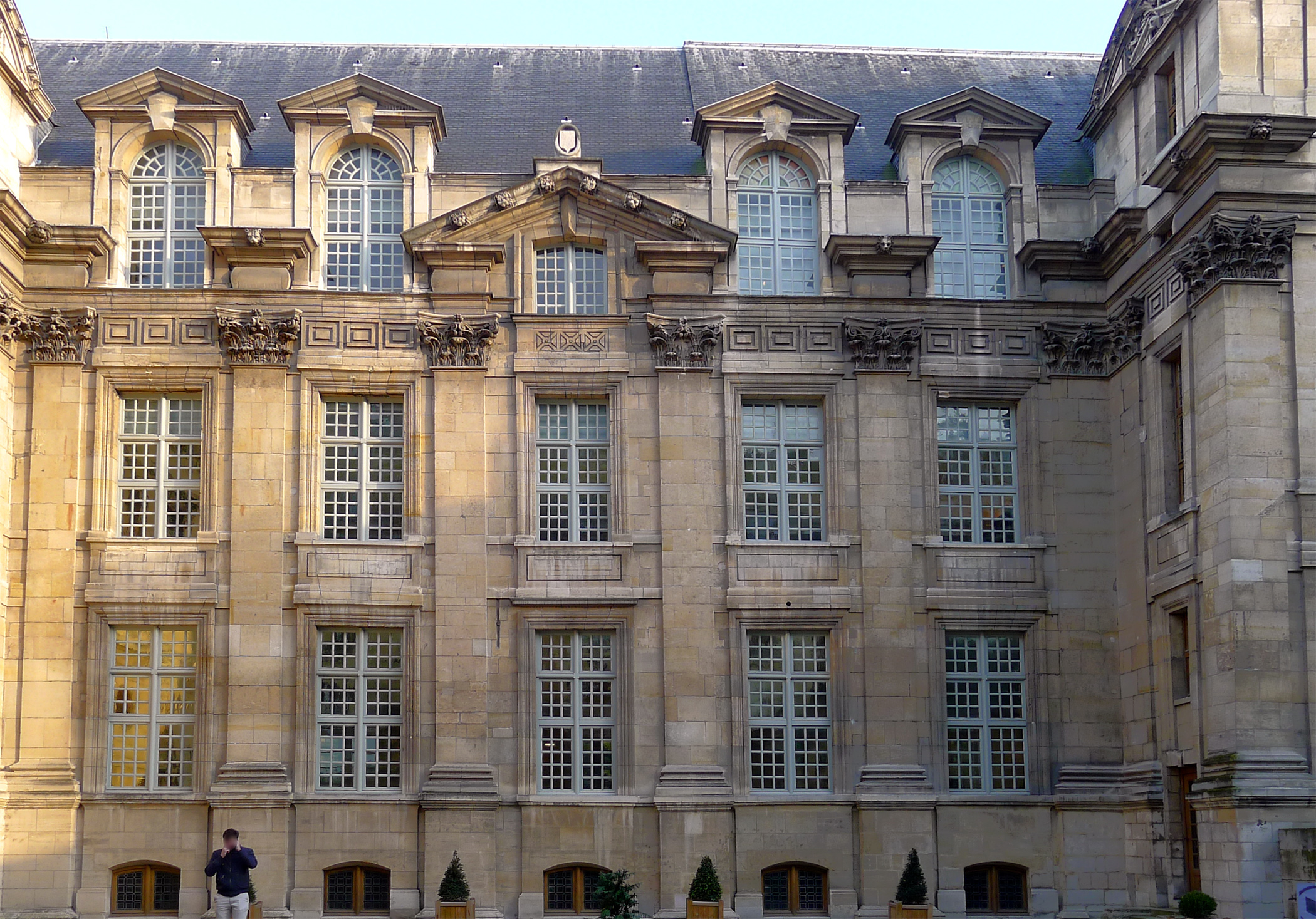
Hoffassade

Das Hôtel de Lamoignon, anfangs Hôtel d’Angoulême genannt, ist ein Hôtel particulier aus dem späten 16. Jahrhundert im Marais-Viertel des 4. Arrondissements von Paris, Frankreich. Es ist das am besten erhaltene Haus aus dieser Zeit in Paris. Seit 1969 beherbergt es die Bibliothèque historique de la Ville de Paris und sein Garten, der Jardin de l’Hôtel-Lamoignon – Mark Ashton, ist für die Öffentlichkeit zugänglich.

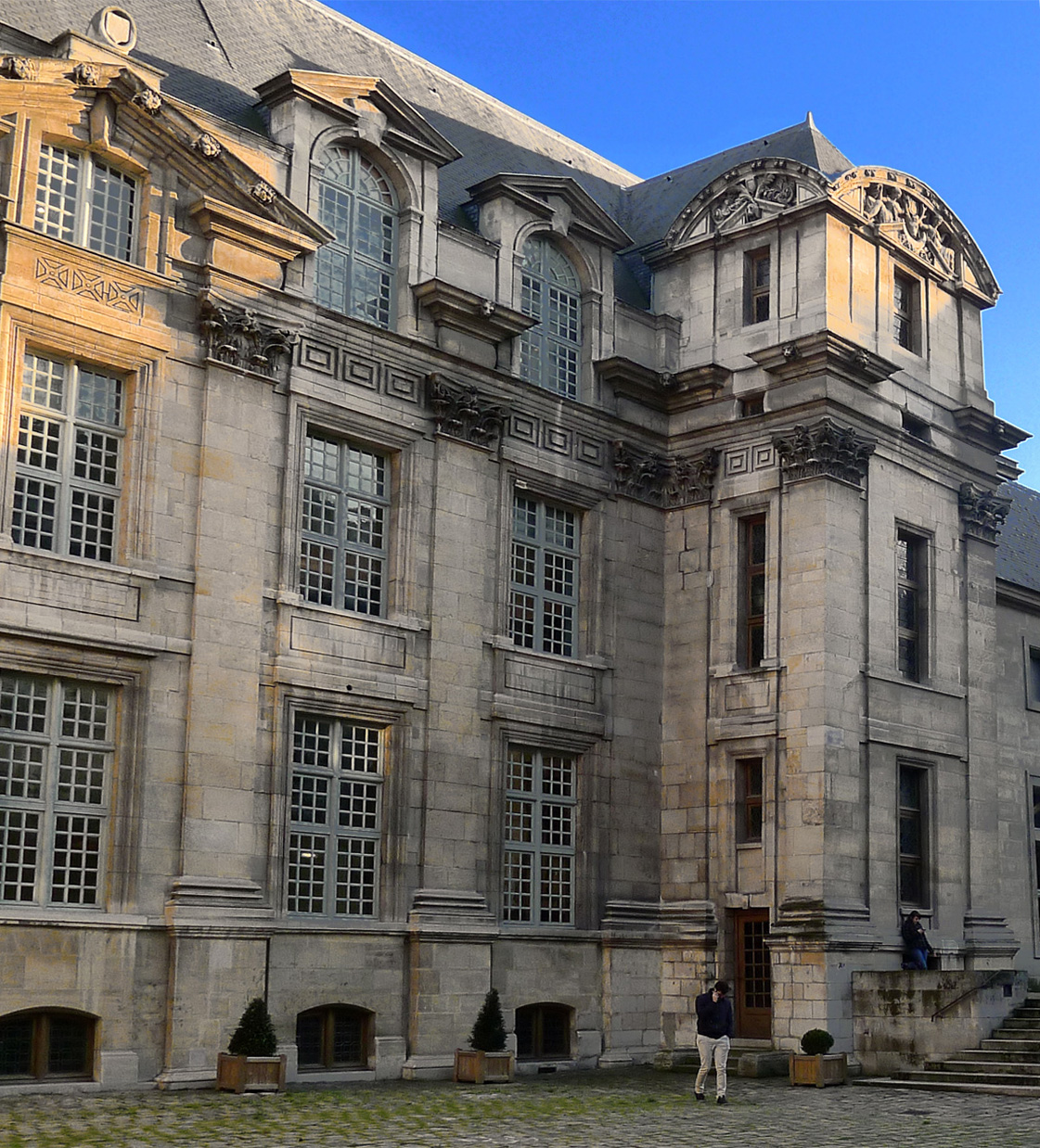
Südlicher Teil der Gartenfassade

## Geschichte und Beschreibung
Das Grundstück des Hotels liegt außerhalb der Grenzen des mittelalterlichen Paris, nördlich der Stadtmauer von Philipp Augustus. Im zweiten Viertel des 16. Jahrhunderts wurden unter dem Einfluss von Franz I. das königliche Hôtel Saint-Paul und dessen Gärten in Parzellen aufgeteilt und nach 1543 bebaut. Es folgte eine rege Bautätigkeit von Hôtels particuliers und Stadthäusern im Saint-Paul-Viertel, die das Marais zum bevorzugten Pariser Viertel des Hochadels machten.

### Bau von Diane de France
Diane de France, legitimierte Tochter von Heinrich II. von Frankreich und dessen jungen Mätresse Filippa Duci, wurde 1582 zur Herzogin von Angoulême ernannt. Ihr neuer Titel brachte beträchtlichen Reichtum mit sich, und als sie 1584 ein großes Grundstück in der Nähe der Kreuzung der Rue des Francs-Bourgeois und der Rue Pavée im Marais-Viertel erbte, beschloss sie, es als Standort für ihre Stadtresidenz zu nutzen. Der Bau des Hôtel d’Angoulême begann 1584, wurde aber wahrscheinlich durch die Hugenottenkriege unterbrochen und erst 1611 in einer zweiten Bauphase abgeschlossen. Der Architekt ist noch immer ungewiss: Lange Zeit wurde er aus stilistischen Gründen Baptiste Androuet du Cerceau zugeschrieben, doch ein Archivfund von 1984 veranlasste einige Historiker, Louis Métezeau als Architekten zu benennen. Heute geht man davon aus, dass eher Louis’ Vater, Thibault Métezeau, das Gebäude entworfen hat. Eine andere Hypothese ist, dass Philibert Delorme das Hôtel etwas früher im Jahrhundert gebaut hat.
Das Haus stand zwischen seinem Eingangshof im Westen und seinem Garten im Osten, eine Anordnung, die an ein kleines Schloss erinnerte. Die reich verzierte und präzise gestaltete Hoffassade bestand aus einem viergeschossigen Corps de Logis mit fünf Jochen und zwei Endpavillons. Es ist der einzige Teil des Hauses, der mehr oder weniger in seinem ursprünglichen Zustand erhalten geblieben ist. Das Hotel war eines der ersten in Frankreich, das korinthische Pilaster verwendete, die auf den Schriften von Vitruv basieren, die 1567, einige Jahre zuvor, von Daniele Barbaro übersetzt worden waren. Die Verwendung der Kolossalordnung für diese Pilaster, die damals für ein Hôtel particulier ungewöhnlich war, sollte der Fassade ein majestätisches Aussehen verleihen, das der gesellschaftlichen Würde seiner königlichen Bewohner entsprach und sie zum Ausdruck brachte. Die Gestaltung der Fassade ist stark manieristisch geprägt, wobei das Gebälk von oben durch den unteren Teil der hohen Dachgauben unterbrochen wird und ein griechisches Motiv die Kapitelle verbindet. Das zentrale Joch, in dem sich ursprünglich der Haupteingang befand, wird von einem durchbrochenen Giebel gekrönt, und die geschwungenen Giebel an der Spitze der Pavillons sind mit (stark restaurierten) geschnitzten Reliefs verziert, die Köpfe von Hirschen und Hunden zeigen, was das große Interesse von Diane de France an der Jagd widerspiegelt.
Die Gartenfassade, die auf einem Stich nach Claude Chastillon und einem Stich von Israël Silvestre erhalten ist, sah damals ganz anders aus als heute: Der Eingang wurde von einer doppelten geraden Treppe im italienischen Stil gebildet, die auf ein großes Parterre hinausging, das sich bis zur heutigen Rue de Sévigné erstreckte; die Fassade wies außerdem zwei Pavillons auf jeder Seite und dieselben Pilaster wie die Hoffassade auf.

Die Gartenfassade im 17. Jahrhundert
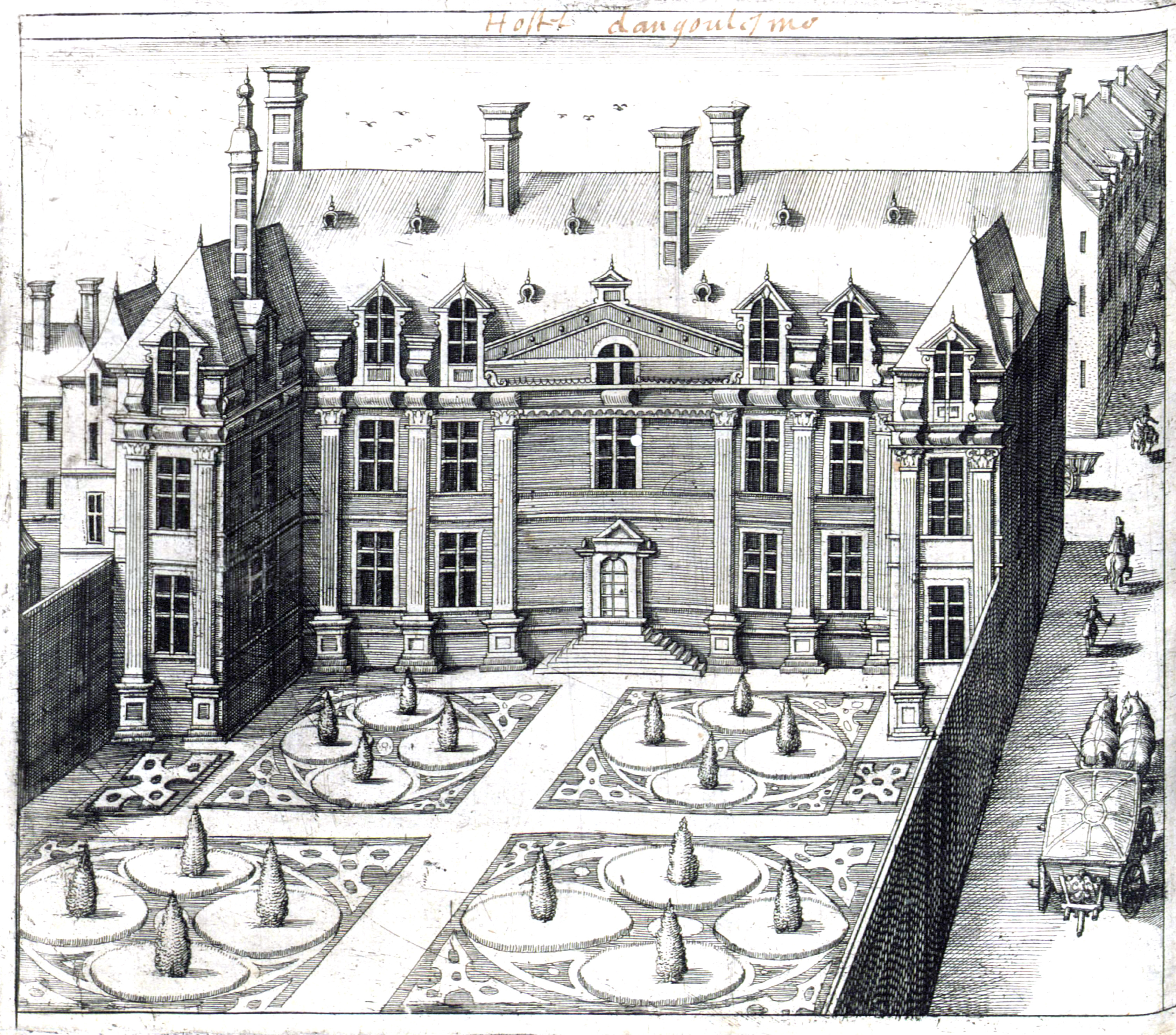
Gravur nach Claude Chastillon, um 1611
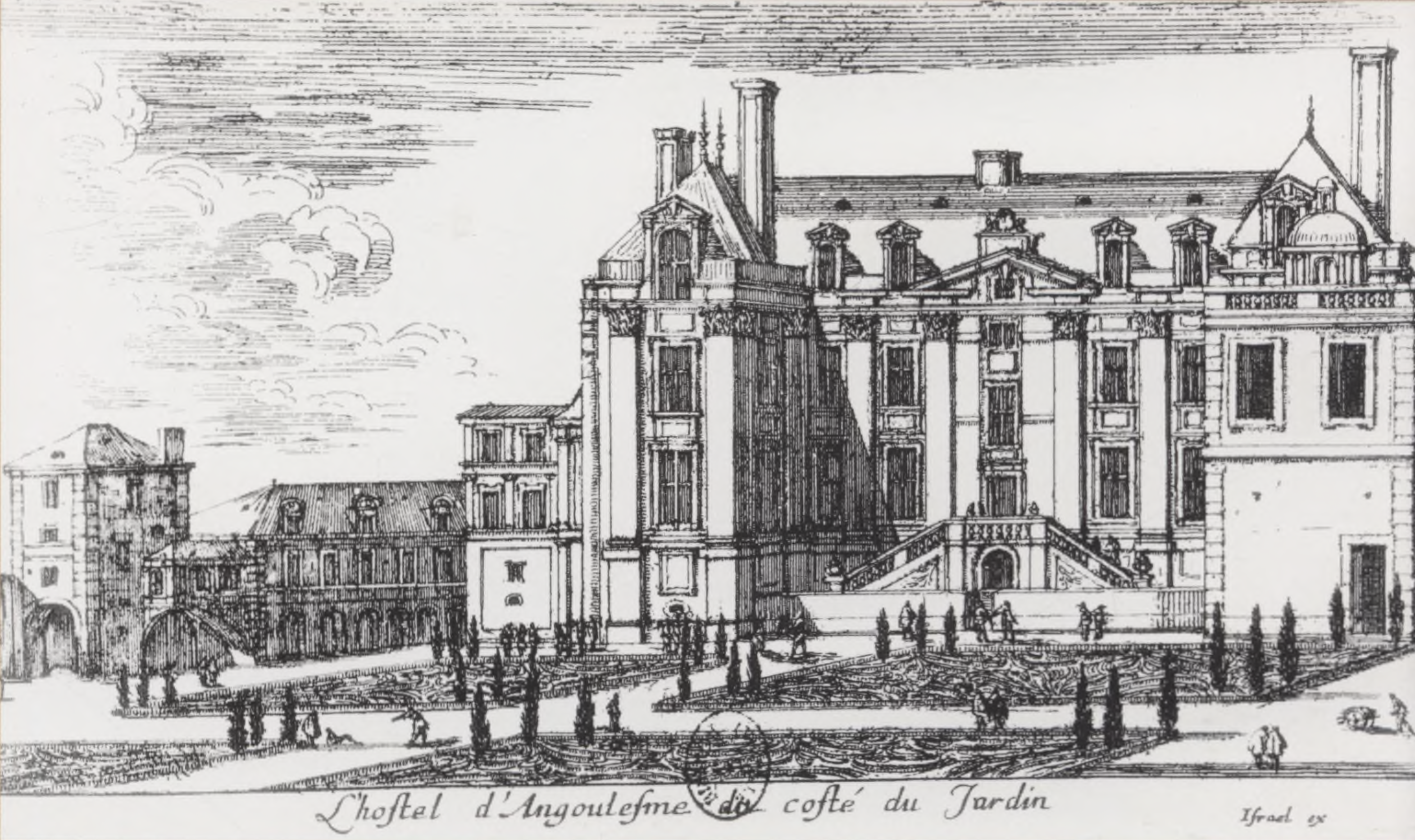
Gravur von Israël Silvestre, um 1650

### Umbauten unter Karl von Valois
Nach dem Tod von Diane im Jahr 1619 erbte Charles de Valois, der uneheliche Sohn von Karl IX. und Neffe von Heinrich III., das Gebäude und bewohnte es bis 1650. Er beauftragte die Architekten François Boullet und Jean Thiriot zwischen 1624 und 1640 mit der Erweiterung des Hauses, wobei der ursprüngliche Grundriss verändert wurde. Nördlich des Eingangshofs wurde ein neuer Flügel zur Rue des Francs-Bourgeois hin angebaut; ein kleines Wachturmkabinett, das in die Wand der Straßenecke eingelassen war, ermöglichte es dem unruhigen Charles d’Angoulème, beide Straßen zu überwachen. Als kriegerischer Befehlshaber in der unruhigen Zeit der Hugenottenkriege bewahrte Charles in dem Gebäude zahlreiche Waffen, Karabiner und Musketen auf und nutzte es als militärische Einrichtung.

Der Nordflügel aus dem frühen 17. Jahrhundert
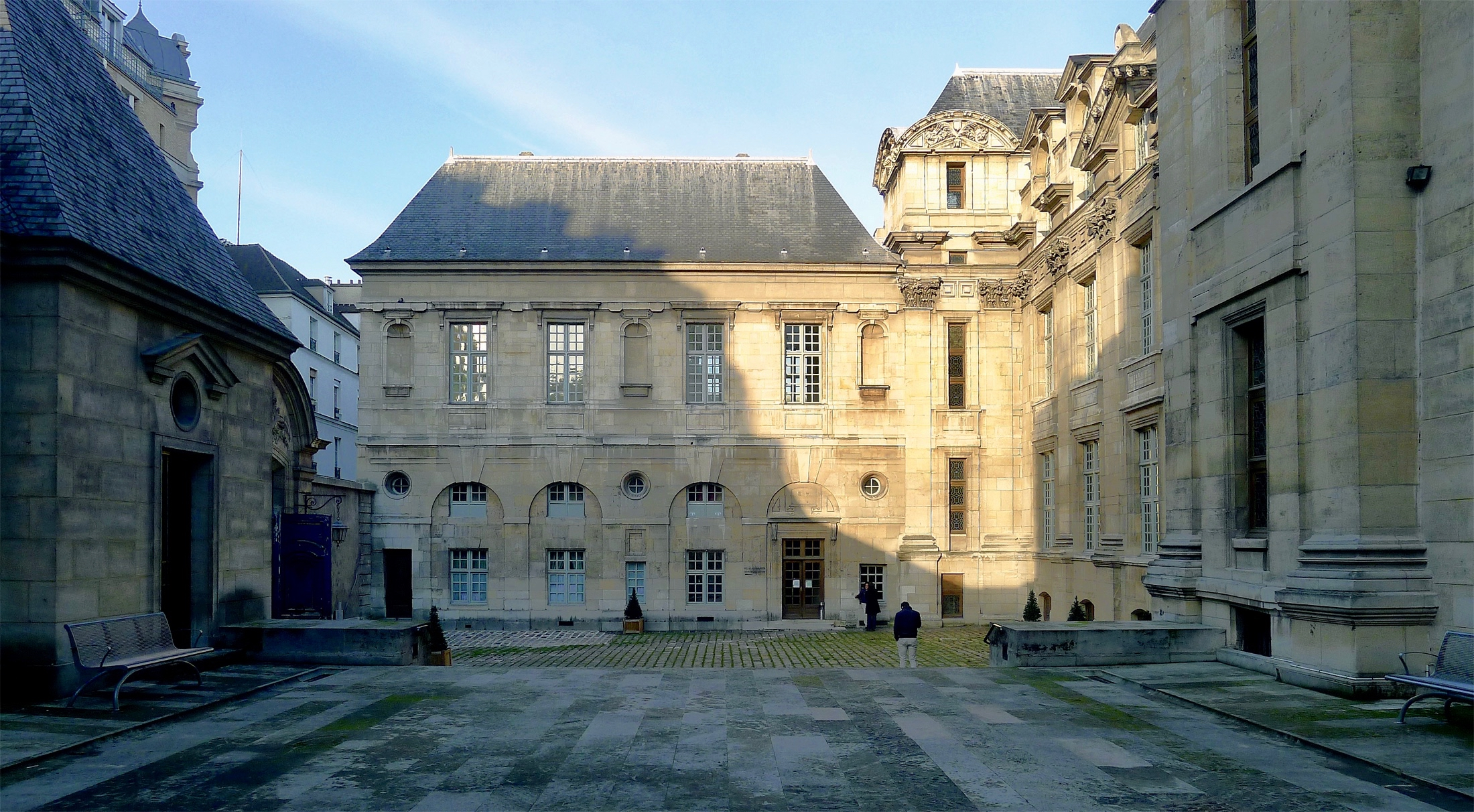
Die Hoffassade des Nordflügels im Hintergrund

Der Erker an der Nordwestecke des Nordflügels
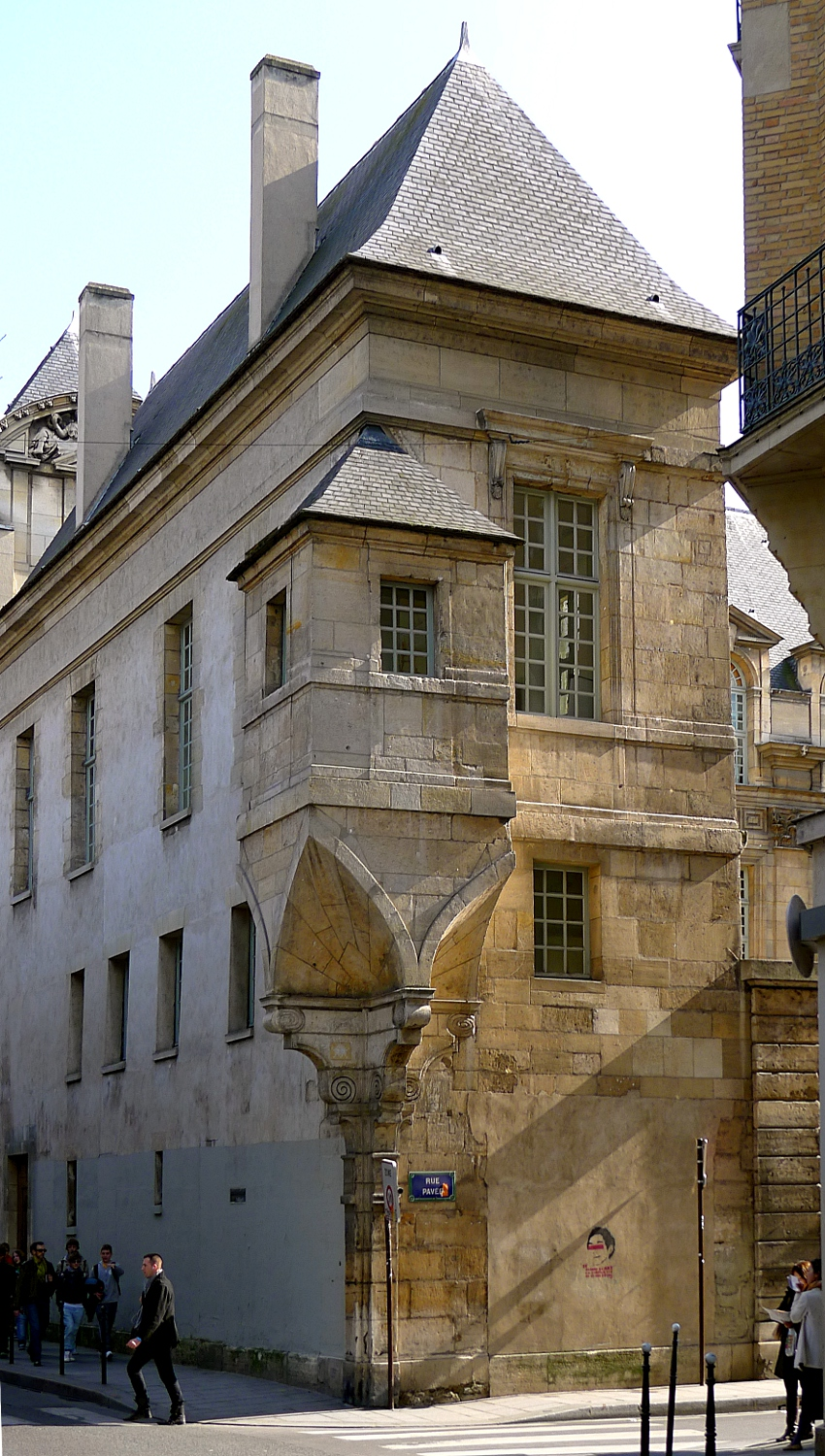
Ecke Rue Pavée (rechts) und Rue des Francs-Bourgeois (links)
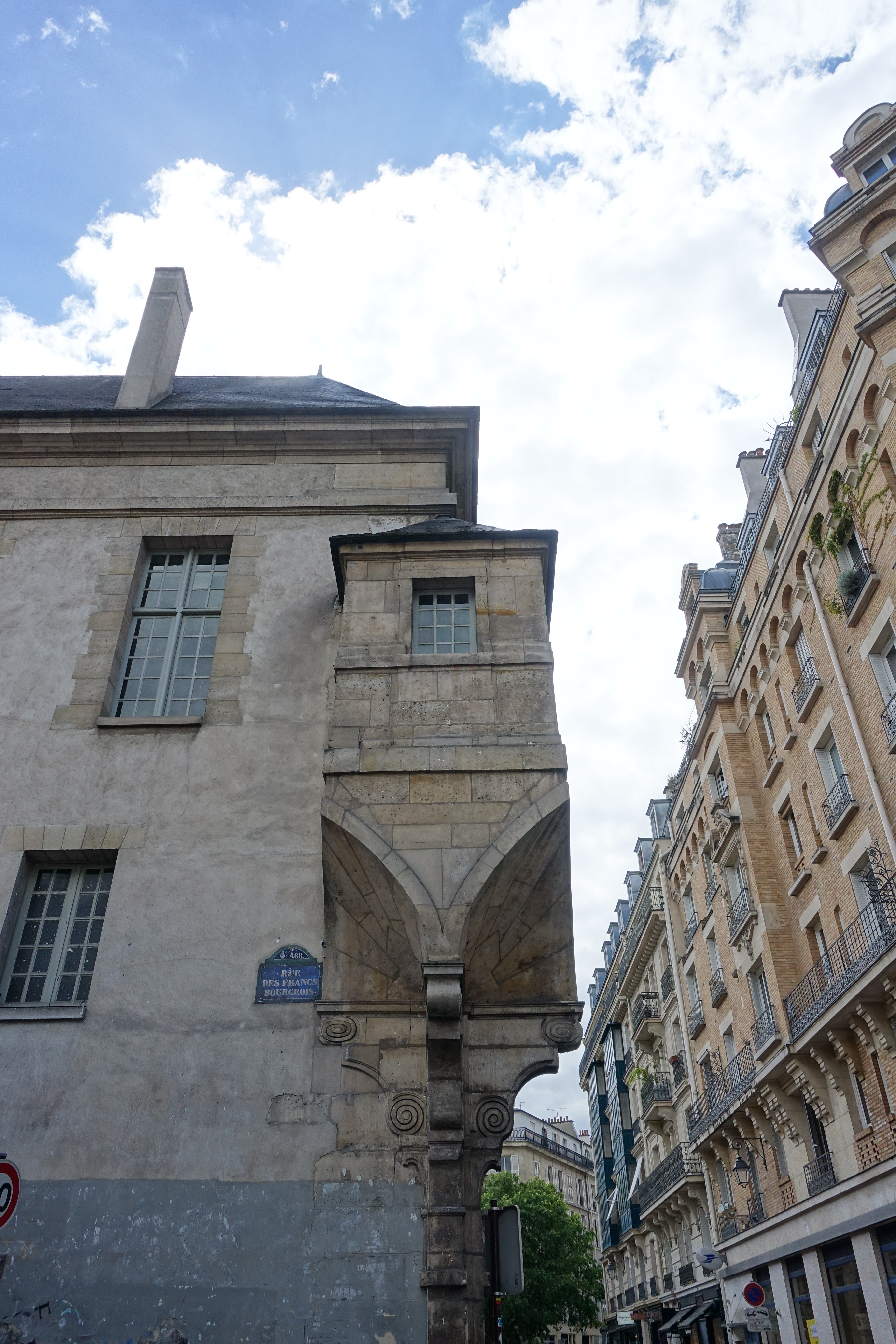
Blickrichtung Süd von der Rue des Francs-Bourgeois aus
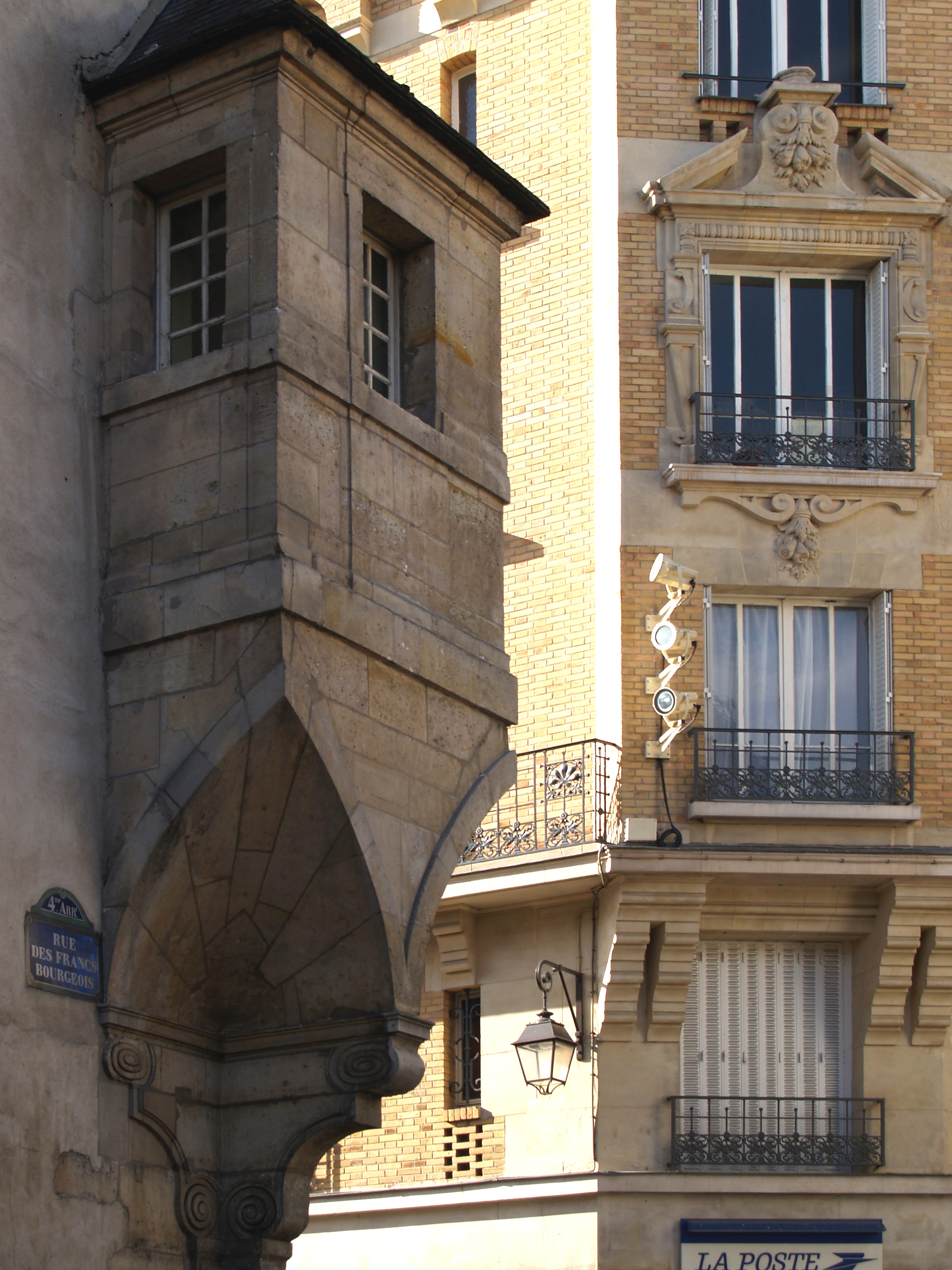
Blickrichtung Südwest

### Umbauten unter den Lamoignons
Nach 1650 wurde das Gebäude in mehrere Wohnsitze aufgeteilt. Einer der Mieter im späten 17. Jahrhundert war Guillaume de Lamoignon, Erster Präsident des Parlements von Paris. Ihm gelang es, dort einen kleinen Salon einzurichten, der von Madame de Sévigné, Jean Racine, Nicolas Boileau, Louis Bourdaloue, Jean-François Regnard und Guy Patin besucht wurde. Das Hotel blieb bis 1750 im Besitz der Familie Lamoignon, die dem Gebäude seinen heutigen und üblichen Namen gab. Als solches war es das Geburtshaus von Malesherbes. Nachdem er es viele Jahre lang gemietet hatte, erwarb Chrétien-François I. de Lamoignon, der Sohn von Guillaume, 1688 schließlich das gesamte Haus.

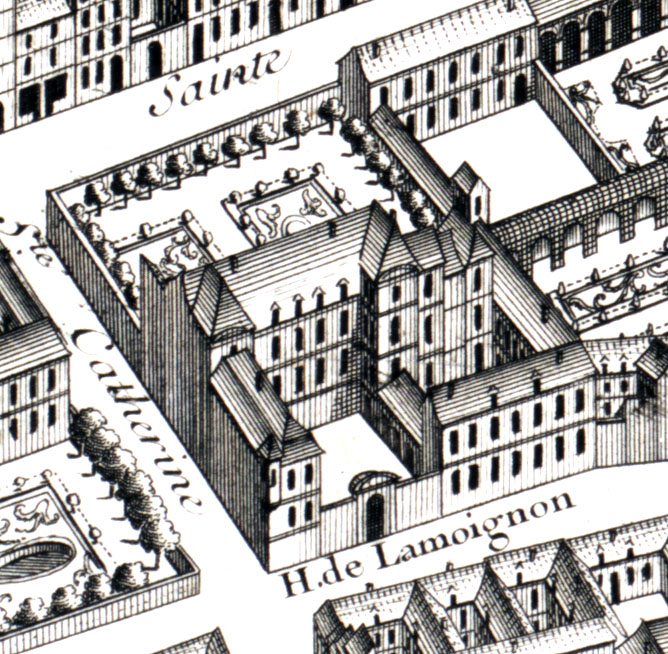
Das Hôtel de Lamoignon auf dem Plan de Turgot (1739)

#### Projekt von Robert de Cotte
Chrétien-François beauftragte daraufhin den bekannten königlichen Architekten Robert de Cotte mit der Umgestaltung des Gebäudes. De Cotte und sein Büro führten 1708 mehrere Reparaturen durch und planten einen kühnen Umbau, der die Verlegung der Rue Pavée vor dem Gebäude zur Vergrößerung des Hofes, den Bau eines neuen geschwungenen Portals und eines neuen Flügels in der Mitte des Hofes als neues Hauptgebäude mit einer monumentalen Treppe sowie die Veränderung der Gartenfassade umfasste. Zwei architektonische Zeichnungen des Projekts wurden in den Unterlagen der Agentur wiedergefunden und werden noch in der Bibliothèque nationale de France aufbewahrt. Das Projekt hätte die Ausrichtung des Hotels von Nord/Süd auf Ost/West geändert. Es folgten keine weiteren größeren Änderungen, was wahrscheinlich auf den Tod von Chrétien-François de Lamoignon im Jahr 1709 zurückzuführen ist. Das heutige Gebäude entspricht noch weitgehend der Anordnung aus dem 17. Jahrhundert, wobei der Innenhof fast unberührt blieb. Möglicherweise in Vorbereitung auf die Verwirklichung des Projekts wurde jedoch die Gartenfassade verändert, ihr Giebel, die riesigen Pilaster und alle Verzierungen entfernt, die vordere Treppe versetzt (wahrscheinlich, um sich der geplanten Symmetrie des neuen Gebäudes anzupassen) und der Südpavillon entfernt. Diese Veränderung führte zu der strengen, asymmetrischen Fassade, die heute von der Rue des Francs-Bourgeois und dem angrenzenden öffentlichen Garten aus sichtbar ist.

Zeichnungen für das nicht realisierte Projekt von Robert de Cotte (1708)
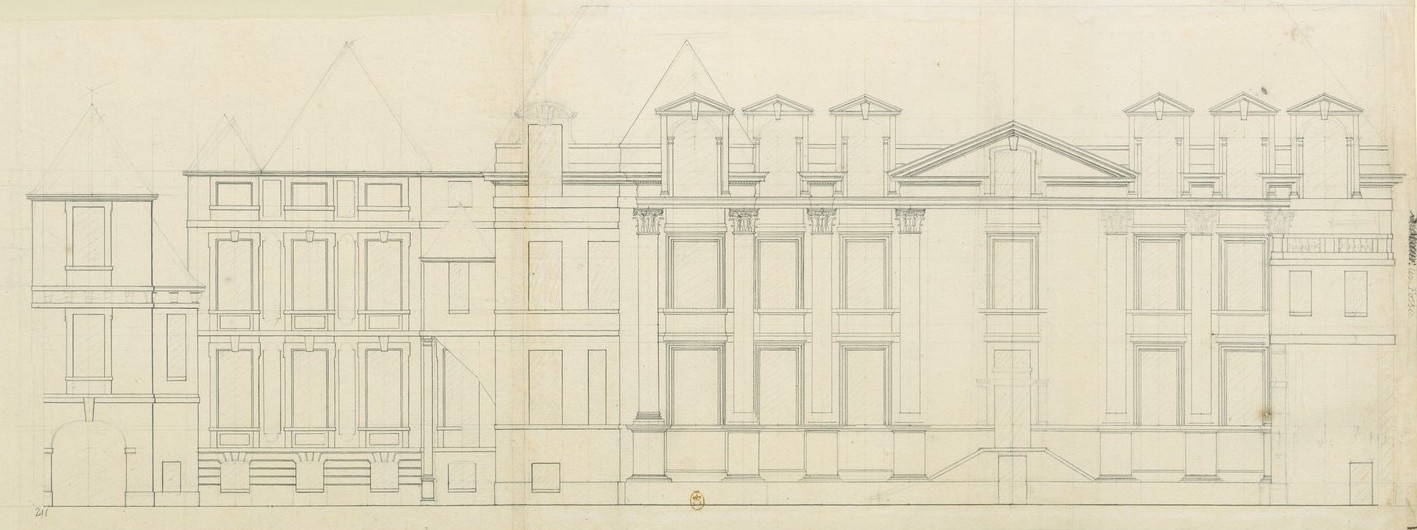
Gartenfassade
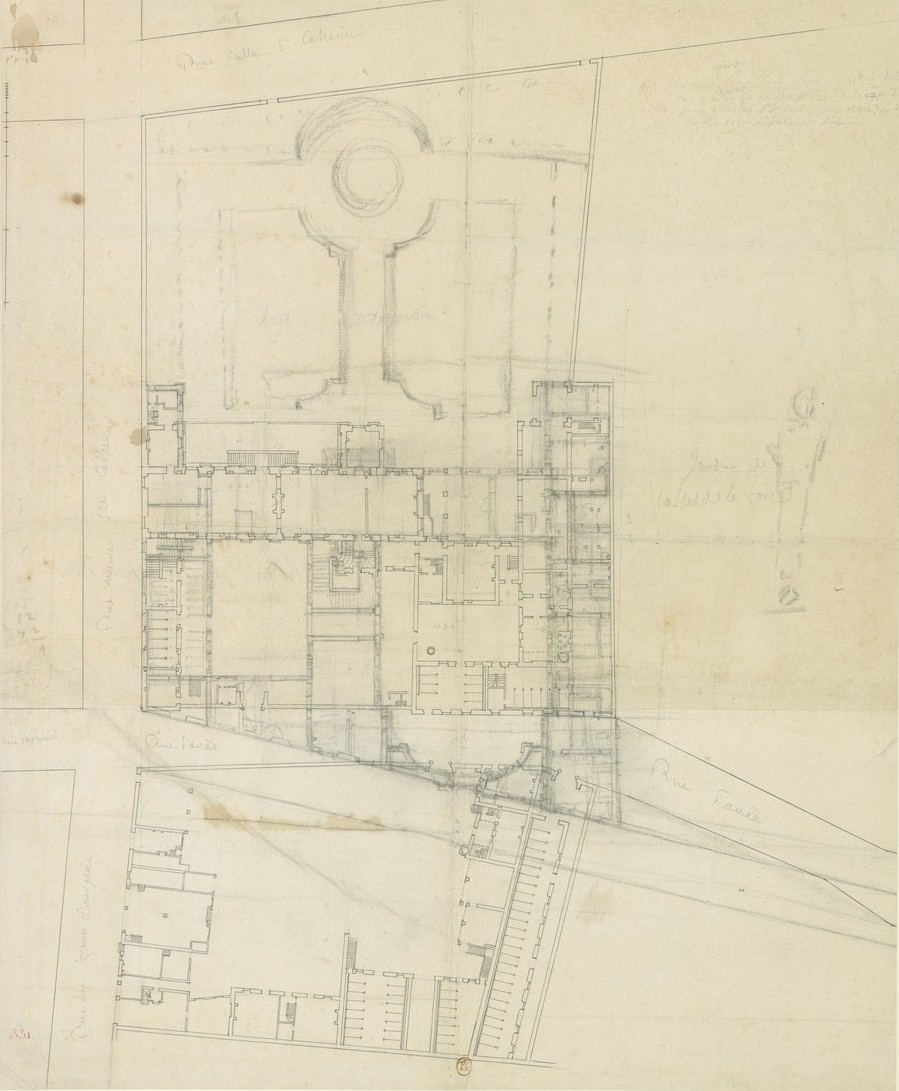
Plan

Die strenge asymmetrische Gartenfassade
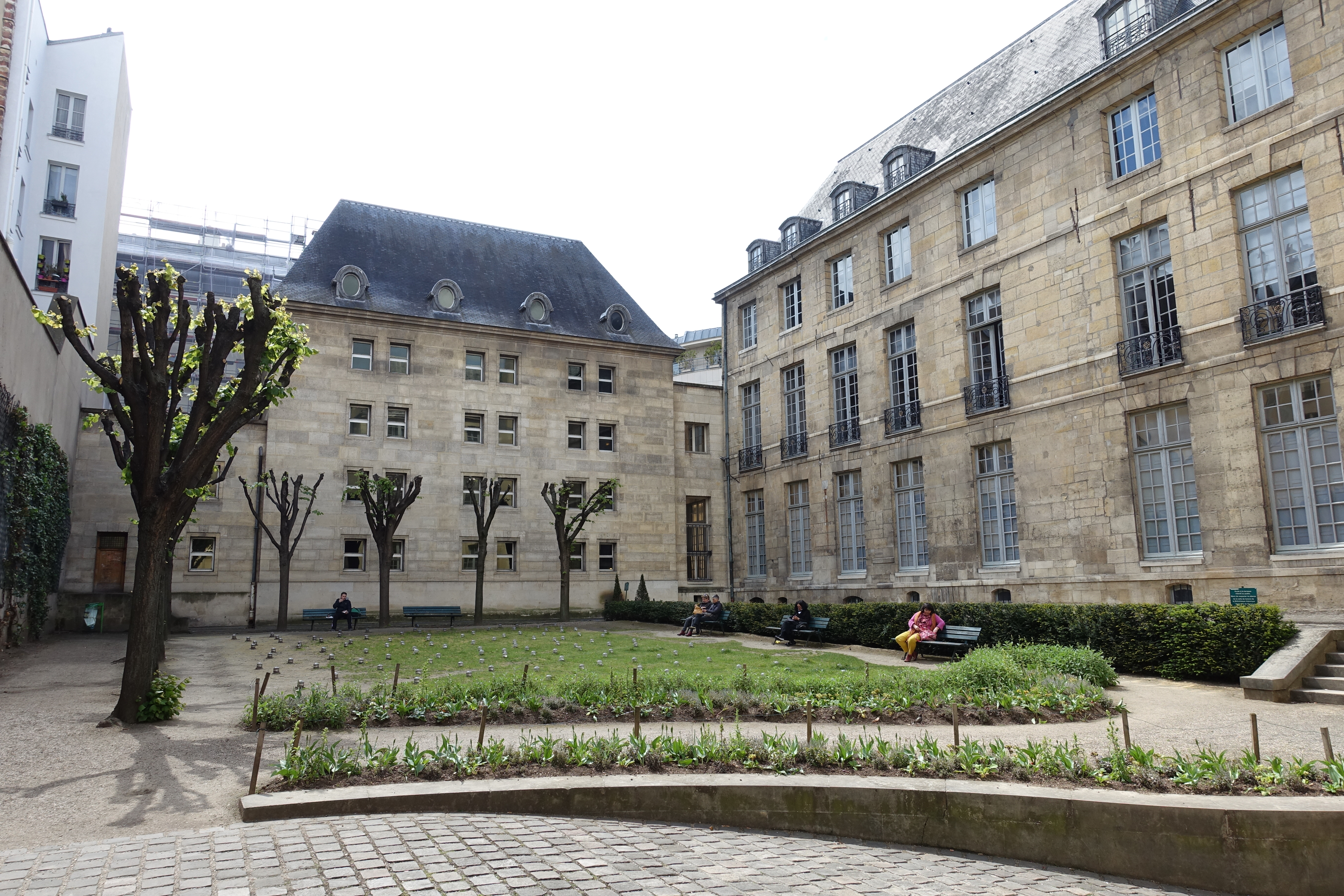
Blickrichtung Südwest. Der Südflügel wurde in den 1960er Jahren gebaut
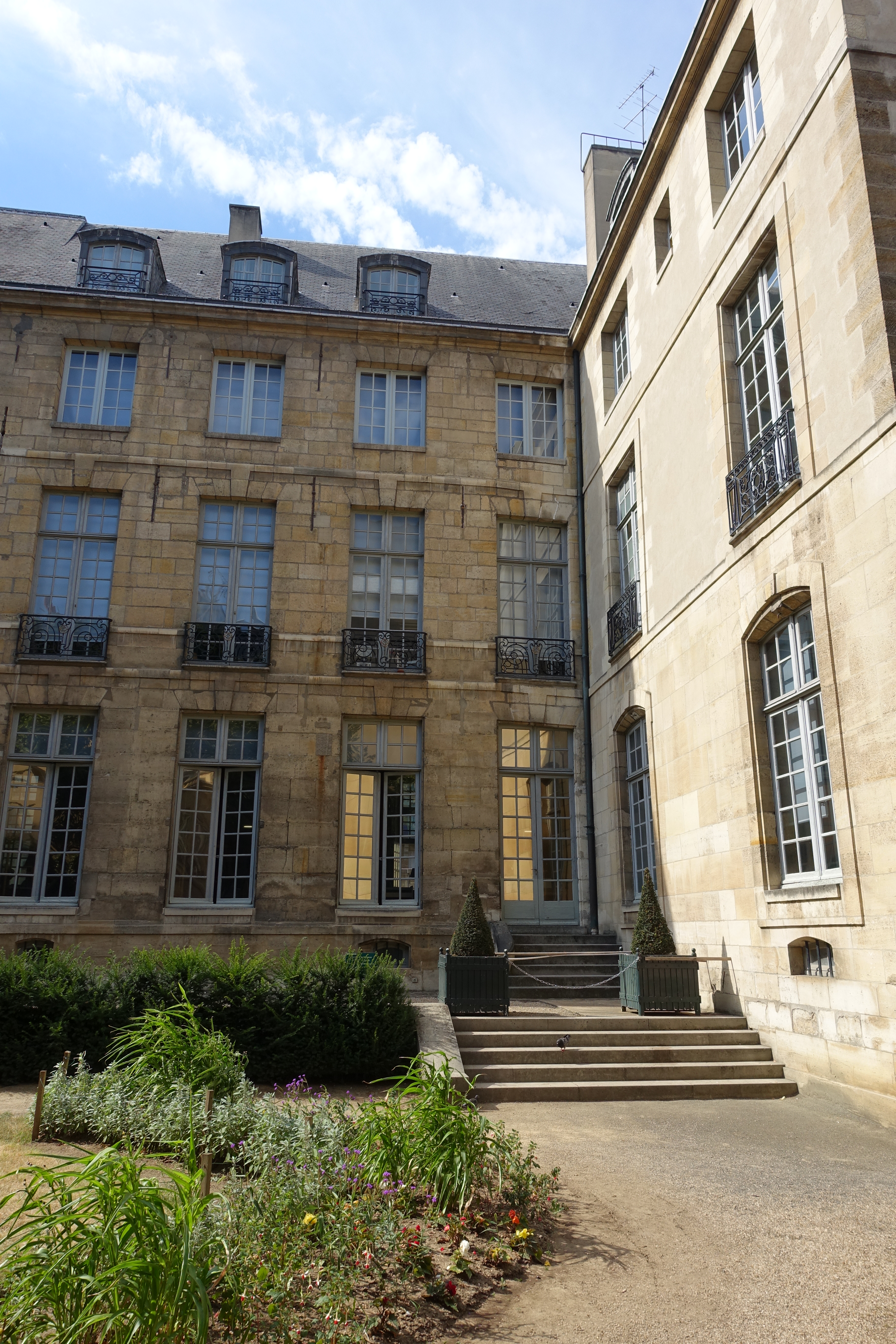
Blickrichtung Nordwest

#### Hauptportal
Im Jahr 1718 ließ die Witwe von Chrétien-François, Marie-Jeanne de Lamoignon, das heutige Portal zum Innenhof errichten. Es zeigt zwei geschnitzte Putten, von denen die linke einen Spiegel hält, der die Wahrheit symbolisiert, und die rechte eine Schlange, die die Klugheit symbolisiert.

Das Hauptportal von 1718
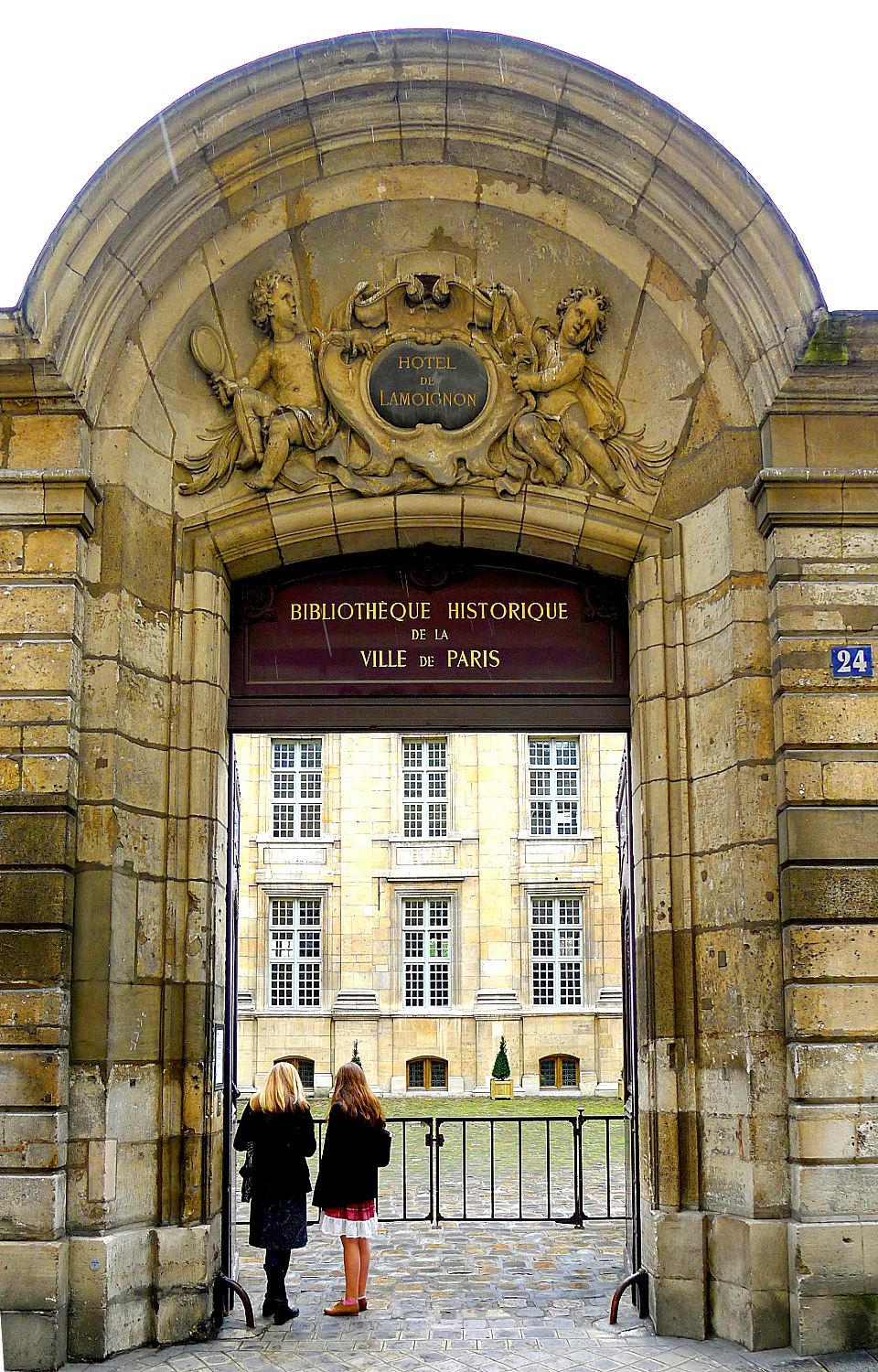
Gesamtansicht
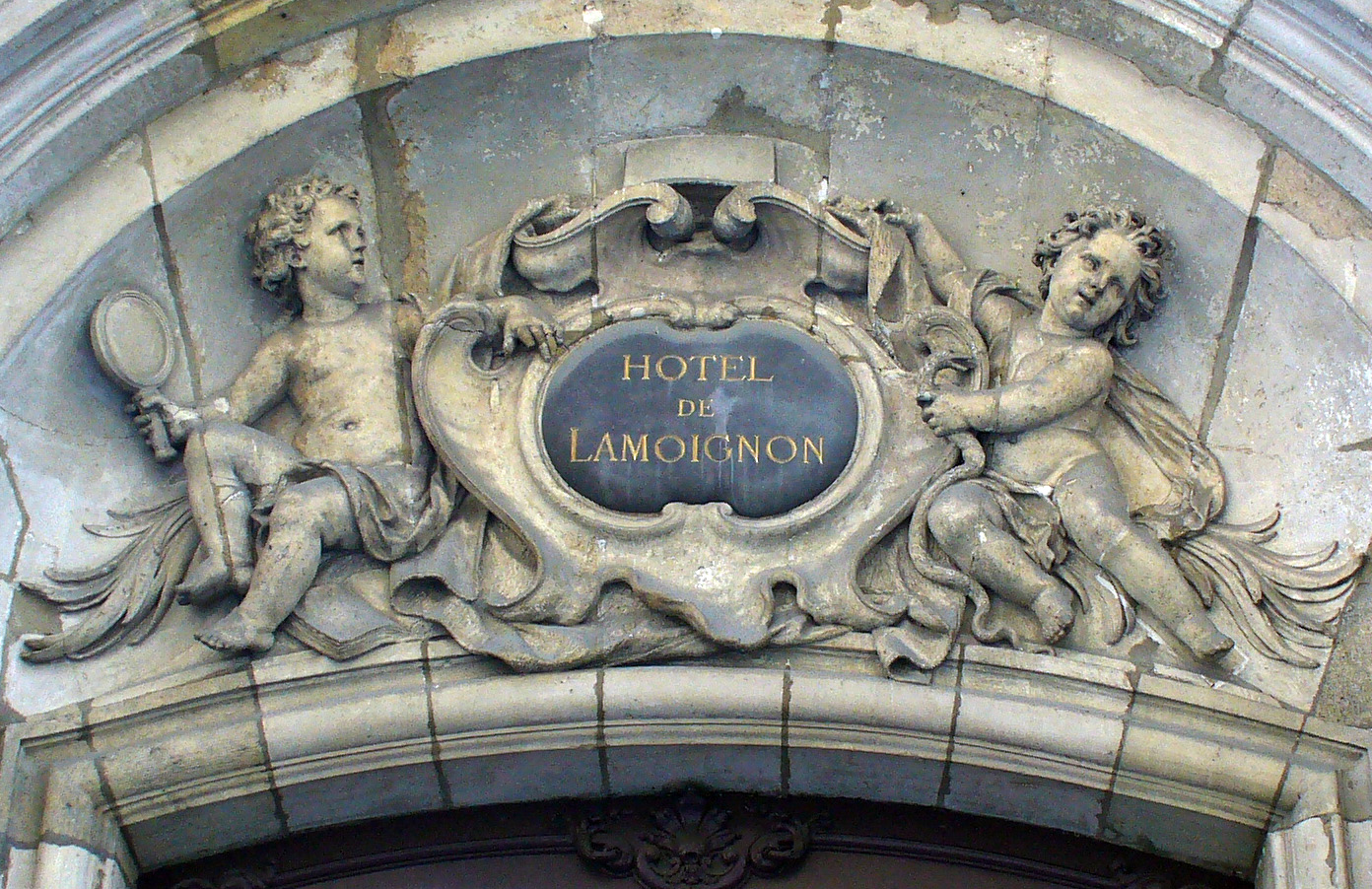
Detail des Typanons mit dem Namen des Gebäudes

### Erste öffentliche Stadtbibliothek von Paris
1750 verließ Guillaume de Lamoignon de Blancmesnil das Haus, nachdem er zum Kanzler von Frankreich ernannt worden war, und zog in die Große Kanzlei. Es wurde dann von Antoine Moriau, dem Staatsanwalt des Königs und der Stadt Paris, gemietet. Moriau, ein bibliophiler Gelehrter, nutzte es als Aufbewahrungsort für seine umfangreiche Privatbibliothek, zu der auch eine umfangreiche Sammlung von erhaltenen Dokumenten über die Geschichte von Paris gehörte. Bei seinem Tod 1759 vermachte er der Stadt 14.000 Bände, die 1763 der Öffentlichkeit zugänglich gemacht wurden. Historisch gesehen handelt es sich um die erste öffentliche Stadtbibliothek von Paris. 1774 verkaufte die Familie Lamoignon das Haus, das danach dem Architekten Jean-Baptiste Louis Élisabeth Le Boursier gehörte.

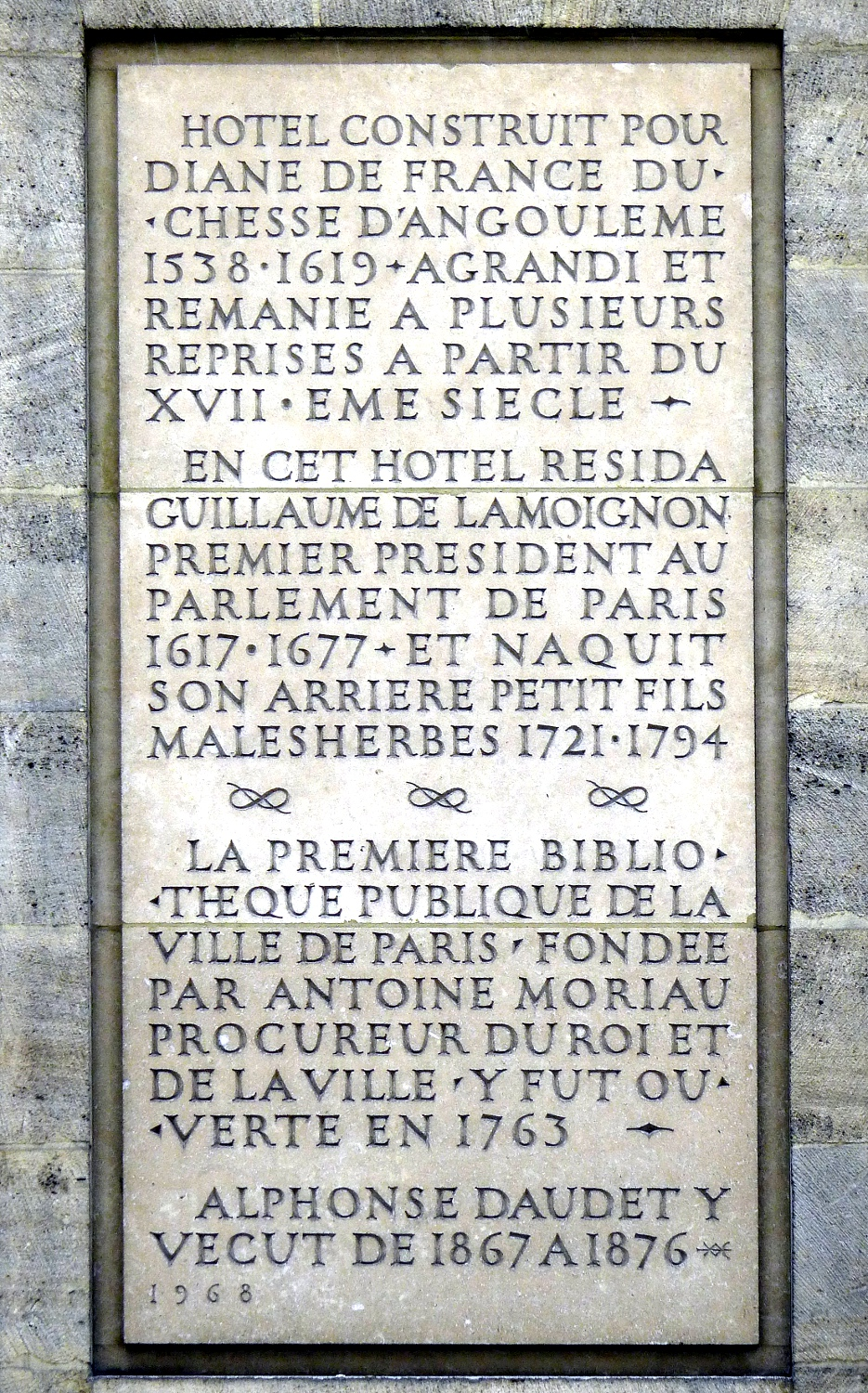
Gedenktafel an der Straßenfassade, die das Gebäude von Diane de France, die Familie Lamoignon, darunter Malesherbes, den Status der ersten öffentlichen Bibliothek von Paris und Alphonse Daudet erwähnt.

### Die Zeit des Verfalls nach der Französischen Revolution
Nach der Französischen Revolution verfiel das Gebäude, wie viele der Hôtels particuliers im Marais, zunehmend. Aufgeteilt in mehrere unbedeutende Wohnhäuser, beherbergte das Gebäude im 19. Jahrhundert Werkstätten, Geschäfte und Fabriken, darunter den Sitz einer Firma für Destillierapparate und -instrumente. Der östliche Teil des Gartens, zu dem auch ein Teich gehörte, wurde bebaut. Zu den zahlreichen Mietern gehörte Alphonse Daudet, der ab 1867 mit seiner Familie in dem Haus wohnte und Freunde wie Turgenjew, Flaubert oder Edmond de Goncourt einlud.

### Das Gebäude wird zu einem anerkannten historischen Wahrzeichen
In den Jahren 1872 und 1873 kam im Stadtrat die Idee auf, das Gebäude zu kaufen und zu restaurieren, um das nahe gelegene Musée Carnavalet zu erweitern. Dieses Vorhaben wurde erst im März 1928 verwirklicht: Die Stadt Paris erwarb das Hotel im Tausch gegen ein größeres unbebautes Grundstück in der Nähe der Porte de Champerret als Entschädigung für den früheren Eigentümer.
Trotz des ursprünglichen Projekts beschloss die Stadt, ihre städtische historische Bibliothek, die Bibliothèque Historique de la Ville de Paris, die zuvor im Hôtel Le Peletier de Saint-Fargeau untergebracht war, in das Gebäude zu verlegen, so dass dieses dem Museum Carnavalet angegliedert werden konnte. Zwischen 1955 und 1968 wurde das Gebäude restauriert und erweitert, um schließlich die Bibliothek zu beherbergen. Die Architekten Jean-Pierre Paquet, Jean Creuzot und André Vois verstärkten zunächst das einsturzgefährdete Gebäude, zerstörten alle Anbauten aus dem 19. Jahrhundert im Innenhof und in den Gärten und gaben dem Gebäude sein frühmodernes Aussehen zurück, einschließlich der Innenausstattung und der bemalten Täfelungen. Ab 1964 wurde im Süden ein neuer Flügel angebaut, der als Aufbewahrungsort für die wachsenden Archivsammlungen dient. Der neue Bau wurde bewusst einfach und schlicht gehalten, um das ursprüngliche und restaurierte Renaissance-Hotel hervorzuheben. Außerdem wurden zwei weitere Kellergeschosse unter die Fundamente gegraben.

Restaurierung des 20. Jahrhunderts und Erweiterungen (1955–1968)
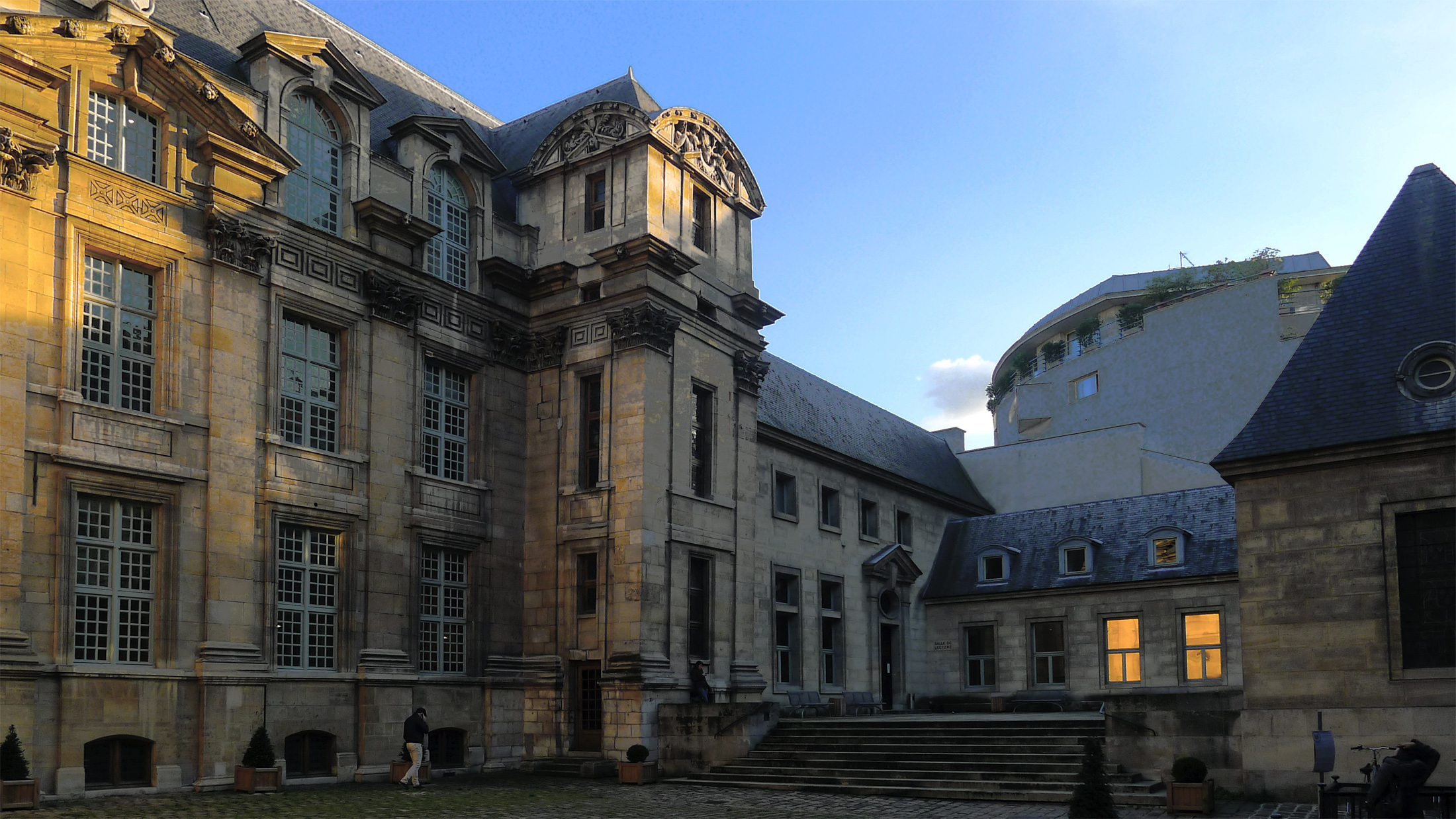
Der neue U-förmige Westflügel (rechts) mit der Originalfassade aus dem 16. Jahrhundert (links)
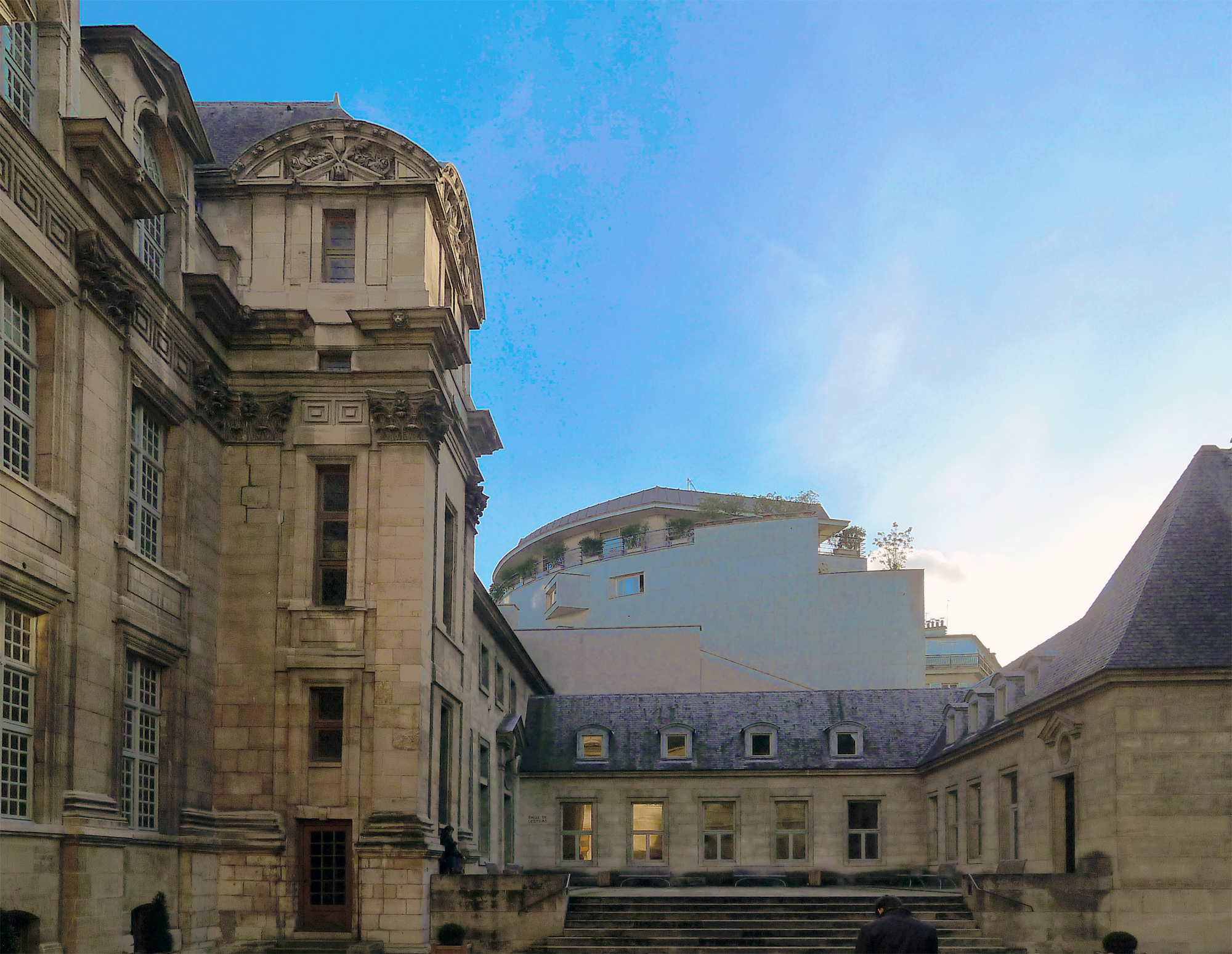
Erweiterungen vom Haupthof aus
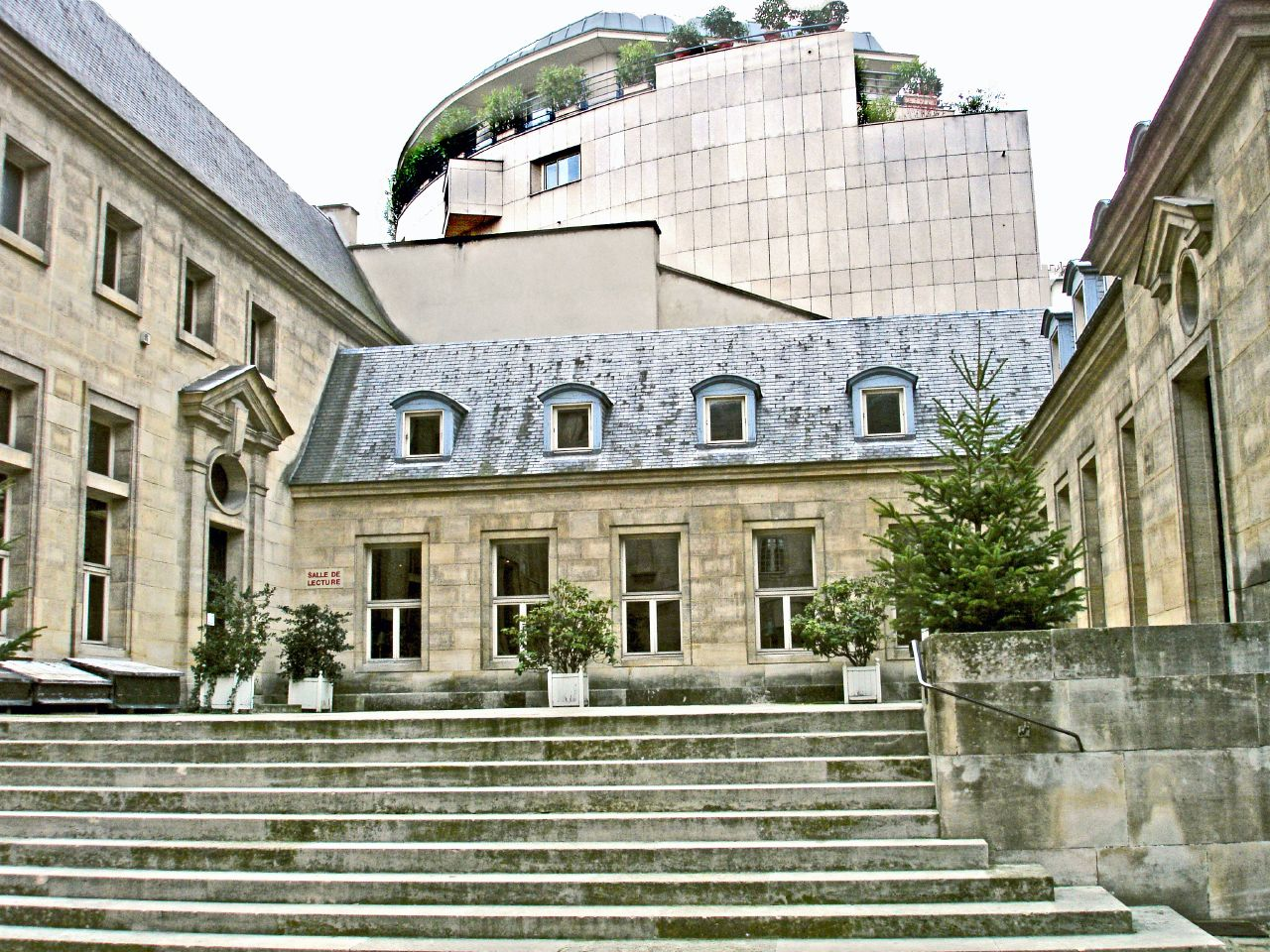
Näherer Blick auf die Erweiterung
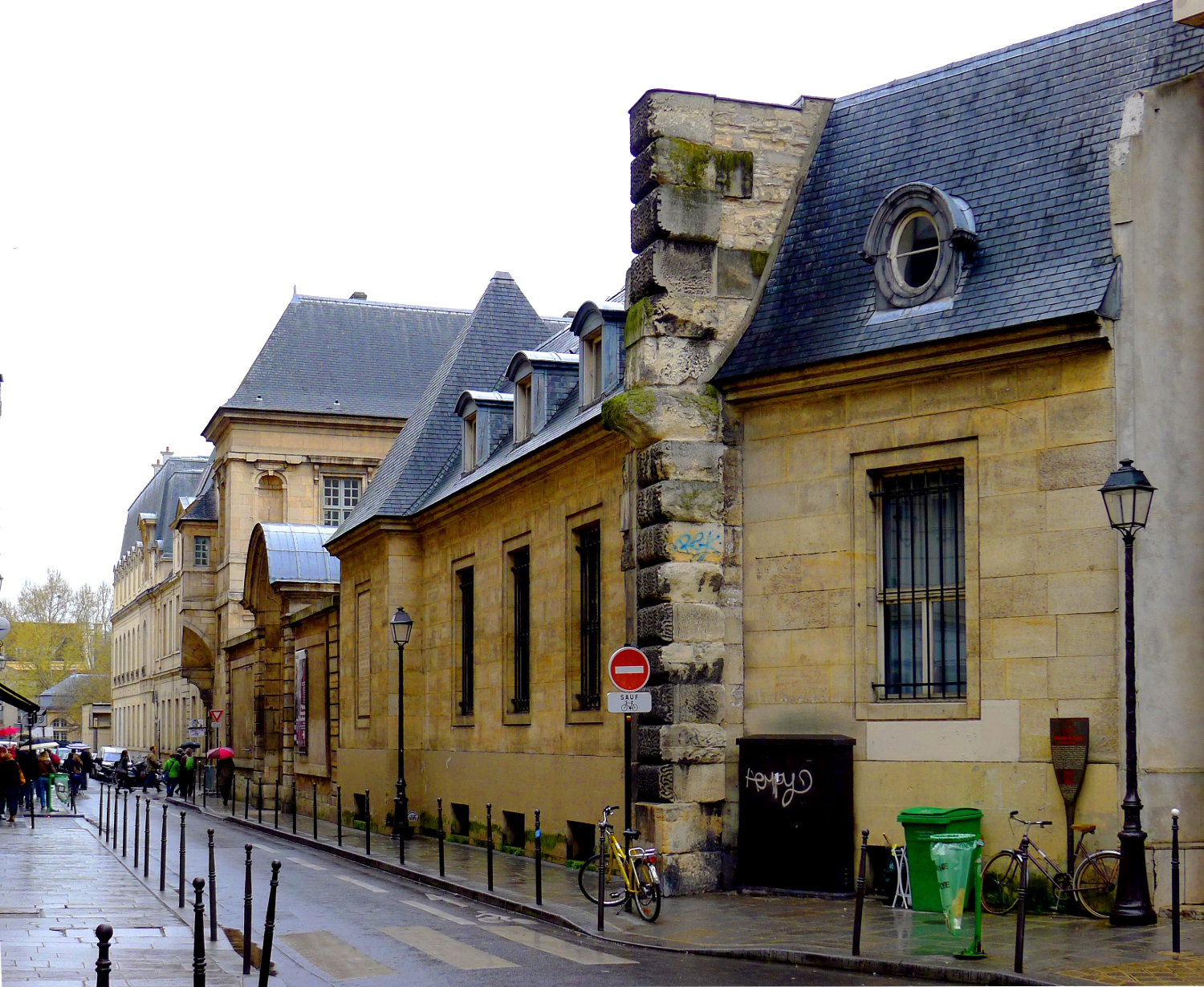
Der neue Flügel hat eine Straßenfassade (das Hauptportal befindet sich auf der linken Seite des Bildes), in der eine Mauer des ehemaligen La-Force-Gefängnisses erhalten blieb